# Europamästerskapen i fälttävlan 1993
Europamästerskapen i fälttävlan 1993 arrangerades i Achselschwang, Tyskland. Tävlingen var den 21:e upplagan av europamästerskapen i fälttävlan.

## Resultat
| Placering | Ryttare             | Häst             | Land |
| --------- | ------------------- | ---------------- | ---- |
| 1         | Jean-Lou Bigot      | Twist la Beige   | FRA  |
| 2         | Kristina Gifford    | Song & Dance Man | GBR  |
| 3         | Eddy Stibbe         | Baluha           | NED  |
| 4         | Anna Hermann        | Mr Punch         | SWE  |
| 5         | Peter Thomsen       | White Girl       | GER  |
| 6         | Mairead Curran      | Watercolour      | IRL  |
| 11        | Erik Duvander       | Right on Time    | SWE  |
| 18        | Fredrik Bergendorff | Michaelmas Day   | SWE  |
| 25        | Dag Albert          | Nice'N Easy      | SWE  |

| Placering | Land      |
| --------- | --------- |
| 1         | Sverige   |
| 2         | Frankrike |
| 3         | Irland    |
| 4         | Tyskland  |
| 5         | Italien   |
| 6         | Spanien   |